# Straat van Uraga

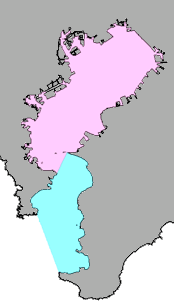
De Baai van Tokio (roze) en de Straat van Uraga (blauw)

De Straat van Uraga is een zeestraat in Japan die de Baai van Tokio verbindt met de Grote Oceaan. In het westen wordt ze begrensd door het Miuraschiereiland en in het oosten door het Bososchiereiland. De zeestraat heeft een oppervlakte van ongeveer 400 km².